# Hesionidae
Hesionidae är en familj av ringmaskar. Hesionidae ingår i ordningen Phyllodocida, klassen havsborstmaskar, fylumet ringmaskar och riket djur. Enligt Catalogue of Life omfattar familjen Hesionidae 223 arter. 

## Bildgalleri

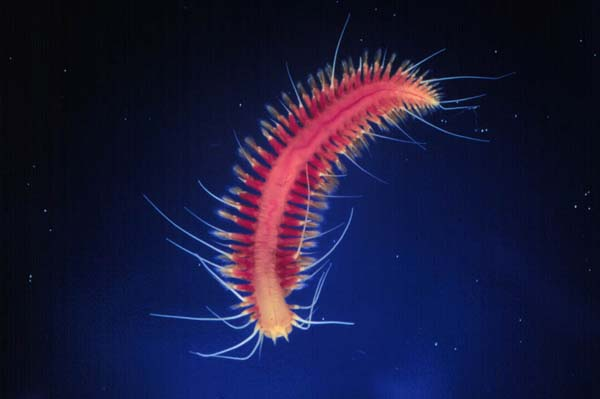

## Dottertaxa till Hesionidae, i alfabetisk ordning[1][2]
- Alikuhnia
- Amphiduropsis
- Amphiduros
- Bonuania
- Castalia
- Cirrosyllis
- Dalhousiella
- Friedericiella
- Gyptis
- Hesiocaeca
- Hesiodeira
- Hesiolyra
- Hesione
- Hesionella
- Hesionides
- Hesiospina
- Heteropodarke
- Kefersteinia
- Lamproderma
- Leocrates
- Leocratides
- Mahesia
- Microphthalmus
- Micropodarke
- Nereimyra
- Ophiodromus
- Orseis
- Oxydromus
- Paragyptis
- Parahesione
- Parapodarke
- Periboea
- Podarke
- Podarkeopsis
- Psamathe
- Pseudosyllidia
- Sirsoe
- Struwela
- Syllidia
- Wesenbergia